# Карл Млади
Карл Млади (* 772/773, † 4 декември 811) е през 788 г. крал на Неустрия и херцог на Бавария.

## Произход
Той е най-възрастният син на Карл Велики и Хилдегард. Карл Млади има осем братя и сестри:
- Адалхайд (* септември 773/юни 774, † юли/август 774 в Южна Галия)
- Ротруд (* 775, † 6 юни 810), от 781 до 787 сгодена с Константин VI от Византия
- Карлман (* 777, † 8 юли 810), като Пипин крал на Италия
- Людовик Благочестиви (* 778, † 840), 814 император
- Лотар (* юни/август 778 в Шасеньо, до Поатие; + 780), близнак на Лудвиг
- Берта (* 779/780, † 14 януари 828), 814 изгонена от кралския двор от Лудвиг
- Гизела (* май 781, † сл. 800)
- Хилдегард (* 8 юни 782, † 1 – 8 юни 783)

## Управление
През 788 г. той става крал на Неустрия и на 25 декември 800 е мирован и коронован за крал. Определен е за наследник на цялото фамилно имущество.
През 805 г. придружава папа Лъв III от франкското царство до Реймс. Същата година баща му го изпраща с войска против Бохемия, която унищожава и убива херцог Лехо. През 806 г. се бие успешно против сорбите.
През 808 г. води успешни битки против линоните и смелдингите, съюзници на краля на Дания Гудфред.
Карл Млади не се жени и няма деца. Умира на 4 декември 811 г. в Бавария след брат си Пипин от Италия († 8 юли 810) и полубрат си Пипин Гърбавия († 811). Наследник на трона става брат му Людовик.